# Фарідуновка
Фаріду́новка (рос. Фаридуновка, башк. Фәриҙун) — присілок у складі Давлекановського району Башкортостану, Росія. Входить до складу Сергіопольської сільської ради.
Населення — 134 особи (2010; 129 в 2002).
Національний склад:
- башкири — 81 %